# Matej Brešar
Matej Brešar [matêj bréšar], slovenski matematik, * 26. september 1963, Kranj.

## Življenje in delo
Brešar je leta 1982 končal II. gimnazijo v Mariboru. Doktoriral je iz matematike leta 1990 na Fakulteti za naravoslovje in tehnologijo (FNT) Univerze v Ljubljani z doktorsko disertacijo Odvajanja, homomorfizmi in sorodne preslikave na kolobarjih in Banachovih algebrah pod Vukmanovim mentorstvom.
Leta 1995 je za vrhunske dosežke na področju matematike prejel nagrado Republike Slovenije za znanstvenoraziskovalno delo.
V petih letih raziskovalnega delovanja je v vodilnih matematičnih revijah po svetu objavil več kot 30 del, ki vsebujejo vrsto izvirnih znanstvenih dosežkov. Med tipičnimi problemi, ki jih v svojih delih obravnava dr. Brešar, je problem odvajanj, ki ga je začel von Neumann že v petdesetih letih. Brešar je ugotovil, kdaj slika omejenega odvajanja na Banachovih algebrah leži v radikalu. Raziskoval je, kdaj so lokalna odvajanja tudi globalna odvajanja. K študiju komutirajočih preslikav pa je njegov glavni prispevek elegantni algebraični pristop. Eden od glavnih Brešarjevih rezultatov je rešitev znamenitega Hersteinovega vprašanja o karakterizaciji Liejevih izomorfizmov, ki je bil odprt celih trideset let. Bistvo njegovega pristopa je nova metoda, ki z izredno močjo rešuje problem na visoki abstraktni ravni. To njegovo delo je tudi najbolj cenjeno med matematiki po svetu, saj je s tem uspešno zaključil dolgoletna prizadevanja mnogih raziskovalcev. Odmevnost njegovega dela je visoko nadpovprečna, saj je bilo njegovo delo v nekaj letih navedeno več kot dvajsetkrat. Nekatera dela pa so že nastala kot plod njegovega mednarodnega sodelovanja. Njegovo delo je pomembno za razvoj algebraičnega pristopa k problemom analize. Pomembno je tudi za razvoj naše vrhunske algebre, v kateri smo doslej nekoliko zaostajali za svetovnim vrhom. Najpomembnejše pa so Brešarjeve metode, ki ga s svojo elegantnostjo in močjo uvrščajo med vodilne matematike tega področja v svetu.
Je trenutni predsednik Društva matematikov, fizikov in astronomov Slovenije (DMFA). Leta 2015 so ga izvolili za izrednega, 2021 pa za rednega člana SAZU. Načelnik oddelka za matematične, fizikalne in kemijske vede III. razreda SAZU je bil od 2017 do 2020, odtlej je tajnik III. razreda SAZU. Matej Brešar izvira iz družine matematikov. Tudi oče Franc in brat Boštjan sta matematika.